# 스마역

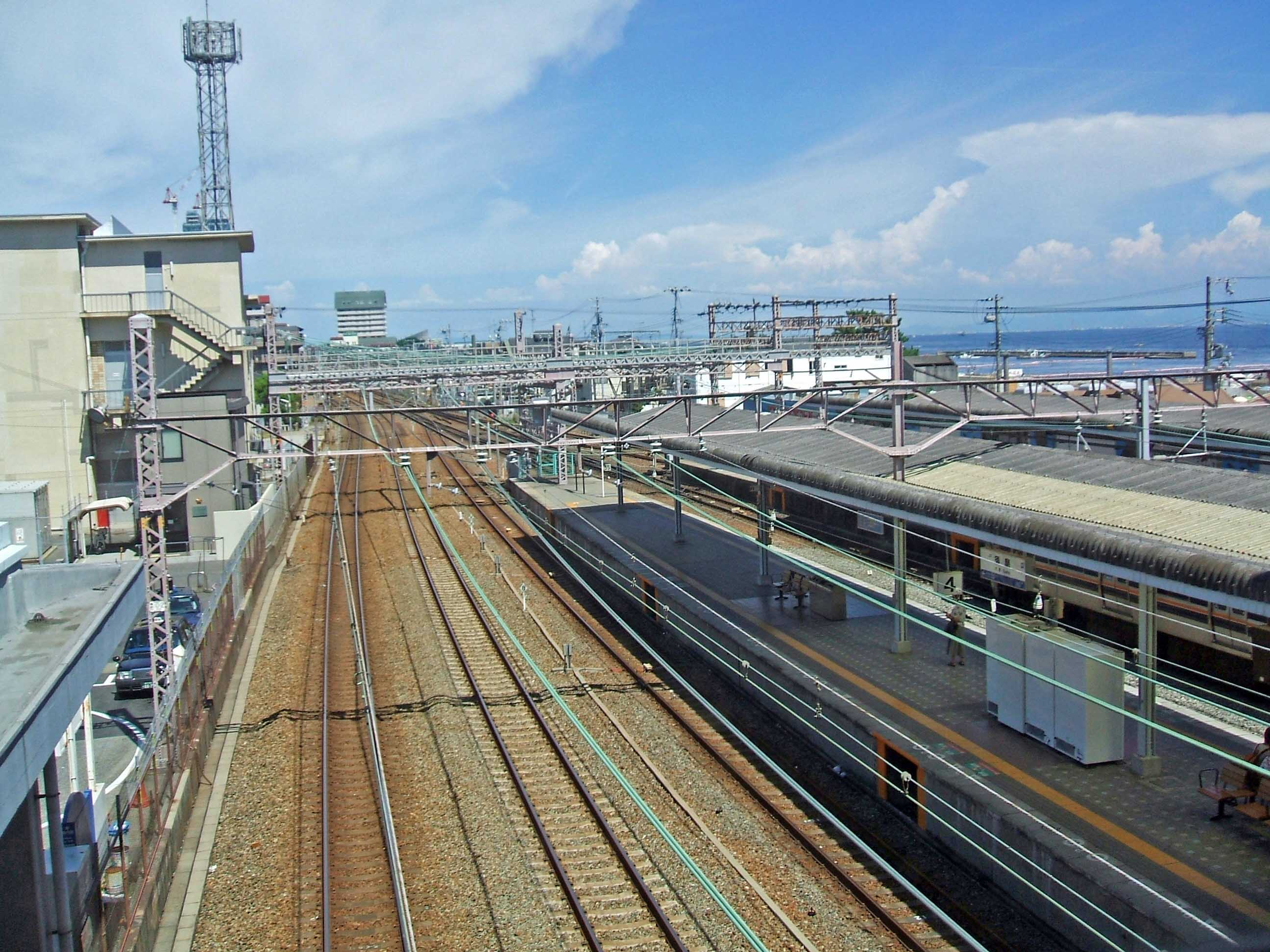
스마 역 홈 동측

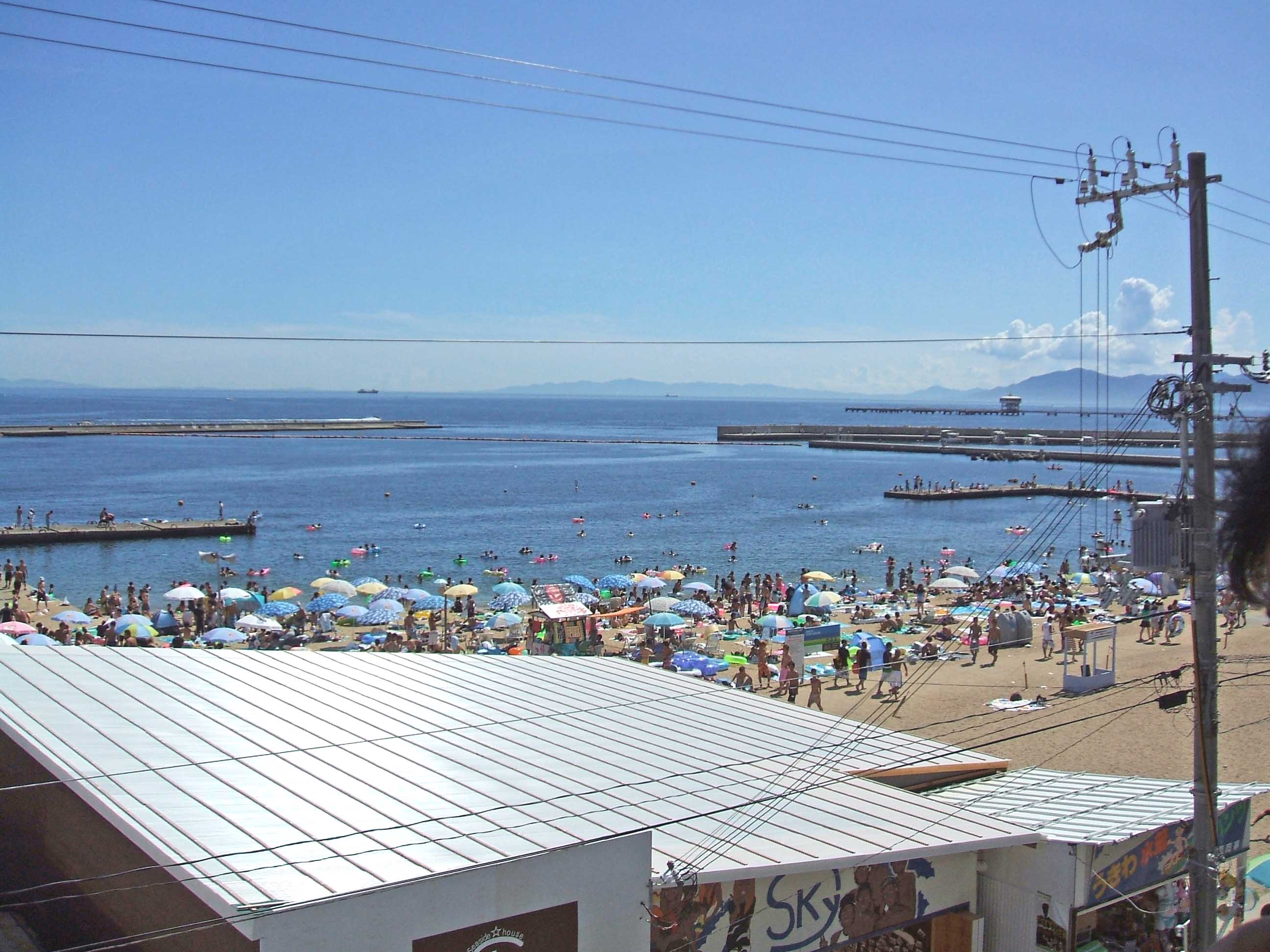
스마 역 남측에 있는 스마 해수욕장

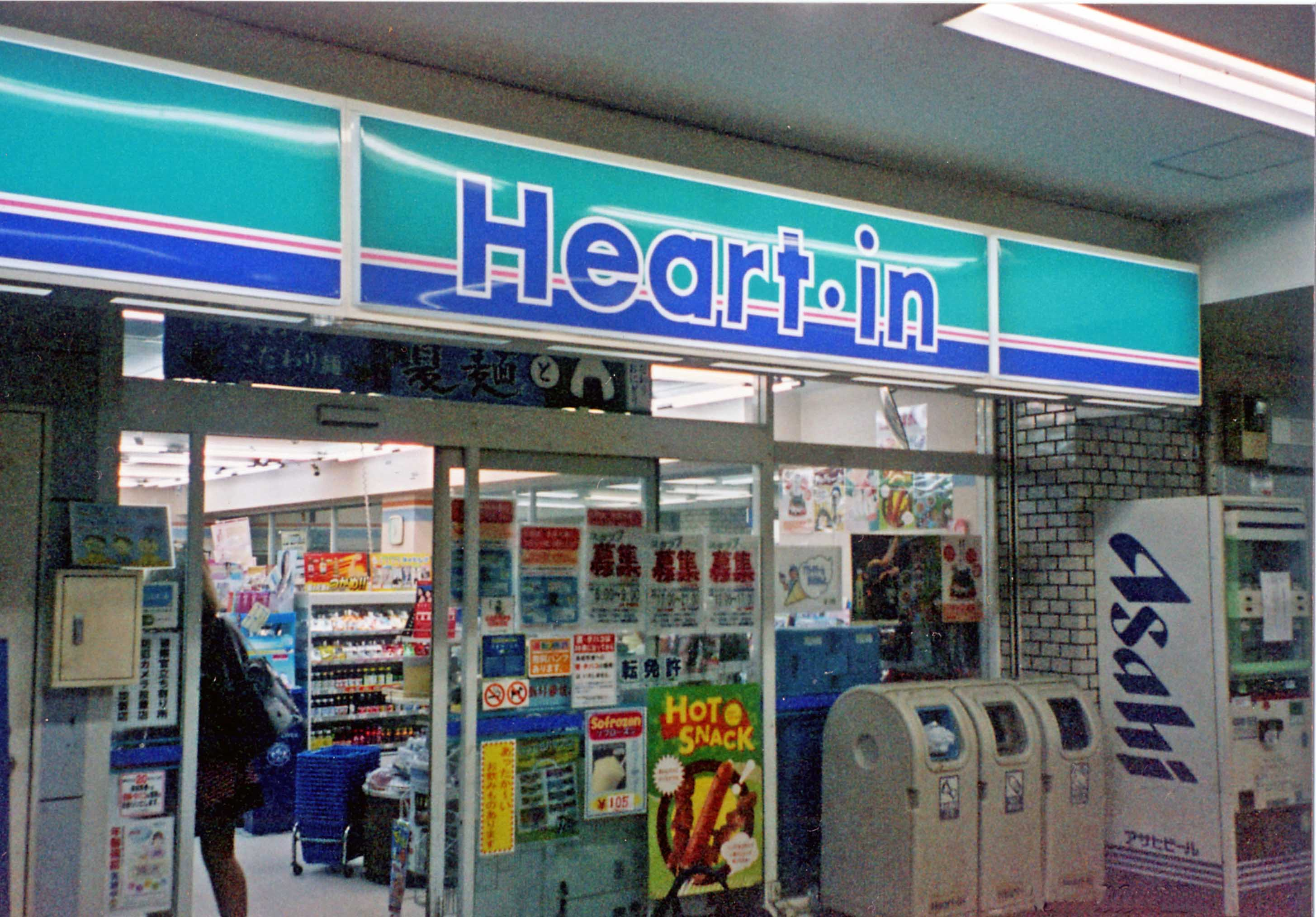
스마 역 구내에 있는 편의점

스마역(일본어: 須磨駅)은 일본 효고현 고베시 스마구 스마우라도리욧초메에 있는 서일본 여객철도의 역이다.

## 역 구조
완급접속역으로,2면 4선의 섬식 승강장을 가지고 있는 고가역이다. 열차선(통과선)에는 플랫폼이 없고, 개찰구는 1개소만 존재한다.
어번 네트워크 구역에 속하며 J스루 카드・이코카 이용가능역이다.（상호이용가능한 IC 카드는 이오카 문서를 참조).
2006년 7월 24일 구내에 지하철 매점인 "SUBWAY"가 개점했다가 2008년 7월 13일 폐점했다.
| 1 | ■JR 고베 선 | （하행 대피선） | 니시아카시・가코가와・히메지 방면  |
| 2 | ■JR 고베 선 | （하행 본선）   | 니시아카시・가코가와・히메지 방면  |
| 2 | ■JR 고베 선 | （상행）        | 산노미야・아마가사키・오사카 방면1 |
| 3 | ■JR 고베 선 | （상행 본선）   | 산노미야・아마가사키・오사카 방면  |
| 4 | ■JR 고베 선 | （상행 대피선） | 산노미야・아마가사키・오사카 방면  |

- 1 : 이 경우에는 방향 전환하여 출발하며, 일부는 갓켄토시 선의 마쓰이야마테역까지 운행한다.

## 역 주변

### 역 북측
- 산요 스마 역 - 산요 전기 철도 본선
- 국도 2호선

### 역 남측
- 스마해안에 인접.

## 이용객 상황
아래는 연도별 스마 역 이용객 현황이다.
- 단위 : 천 명
- 1999년　4,655（2,954）
- 2000년　4,650（2,932）
- 2001년　4,597（2,915）
- 2002년　4,634（2,967）
- 2003년　4,641（2,975）
- 2004년　4,583（2,963）
- 2005년　4,628（3,047）

(괄호 안은 정기 이용자 수)
- 고베 시 기획조정국 종합계획과. 《고베 시 총계서》 (일본어).

## 역사
- 1888년 11월 1일 - 산요 철도 효고 역 ~ 아카시 역 간의 개통과 동시에 개업. 여객・화물 취급 개시.
- 1906년 12월 1일 - 산요 철도의 국유화와 동시에 국철 소유가 됨.
- 1934년 7월 20일 - 스이타 역 ~ 스마 역 간 열차 운전 개시.
  - 9월 20일 - 스마 역 ~ 아카시역 간 운행 개시
- 1949년 9월 15일 - 화물 취급 폐지
- 1987년 4월 1일 - 국철 분할에 의해 JR 서일본의 역이 됨.
- 1995년 1월 17일 - 한신·아와지 대지진으로 인해 영업 중지.
  - 1월 23일 - 스마 - 니시아카시 간 영업 재개.
  - 1월 30일 - 고베 ~ 스마 간 영업 재개.

## 인접정차역
| 서일본 여객철도 산요 본선 | 서일본 여객철도 산요 본선 | 서일본 여객철도 산요 본선 |
| ------------------------- | ------------------------- | ------------------------- |
| 효고 마이바라 방면        | ■ JR 고베 선 쾌속         | 다루미 히메지 방면        |
| 스마카이힌코엔 교토 방면  | ■ JR 고베 선 보통         | 시오야 니시아카시 방면    |